# Elitegroup Computer Systems
Elitegroup Computer Systems  Co., Ltd, (ECS;tiếng Trung: 精英電腦股份有限公司; bính âm: jīngyīng diànnǎo gǔfèn yǒuxiàn gōngsī) là một công ty điện tử có trụ sở ở Đài Loan. Là hãng sản xuất bo mạch chủ máy tính lớn thứ 5 thế giới (sau Asus, Gigabyte Technology, ASRock, và MSI), với sản lượng đạt 24 triệu chiếc trong năm 2002. Nhiều bo mạch chủ đã được sản xuất cho  các khách hàng OEM và được sử dụng trong các hệ thống đồng bộ và được bán ra với thương hiệu của các hãng như IBM, Compaq và Zoostorm. Đối thủ cạnh tranh chính của nó là Micro-Star International và ASRock.

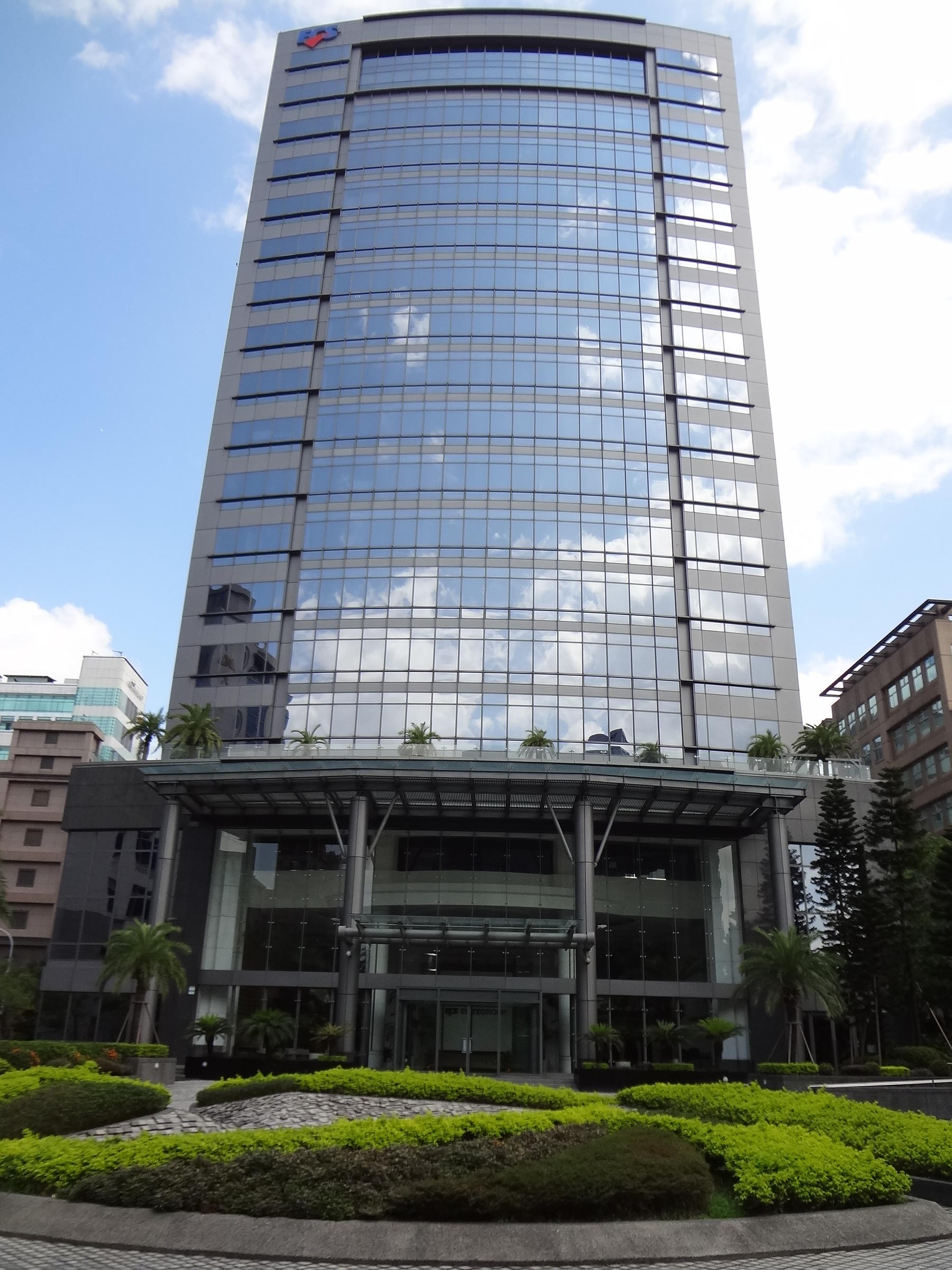
Trụ sở chính của ECS được xây dựng ở quận Nội Hồ, Đài Bắc

Công ty đã tập trung mở rộng phạm vi các sản phẩm của mình. Sau khi mua lại nhà máy laptop Uniwill năm 2006, công ty đã tham gia vào việc thiết kế và sản xuất laptop, các linh kiện thay thế cho máy tính để bàn và các sản các máy tính thay thế cho Desktop và các sản phẩm đa phương tiện. Các máy tính của ECS được bán bởi Fry's Electronics dưới thương hiệu "Great Quality" ("GQ").

## Lịch sử

Logo của PCChips trước đây

Thành lập năm 1987, ECS có tru sở ở Đài Loan với các chi nhánh ở Bắc Mỹ, Châu Âu và Khu vưc Thái Bình Dương. Công tyddaxsaps nhập với PCChips (Hsing Tech Enterprise Co., Ltd),một nhà sản xuất bo mạch chủ giá rẻ, năm 2015. 
Ngày 10/4/2013, ECS công bố Durathon, nơi tất cả bo mạch chủ ECS được kiểm tra  vượt qua các tiêu chuẩn công nghiệp cho độ bền, độ ổn định và tin cậy,cũng như vật liệu được sử dụng trong quá trình sản xuất bo mạch chủ của họ. Cái tên Durathon bắt nguồn từ các từ durable và marathon,trong đó đề cập đến các phương pháp kiểm tra nghiêm ngặt của mỗi bo mạch chủ trong điều kiện môi trường khắc nghiệt.